# Бредаль, Пётр Петрович

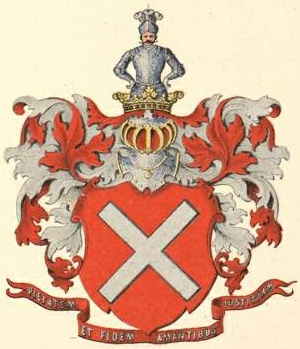
Герб Петра Бредаль.

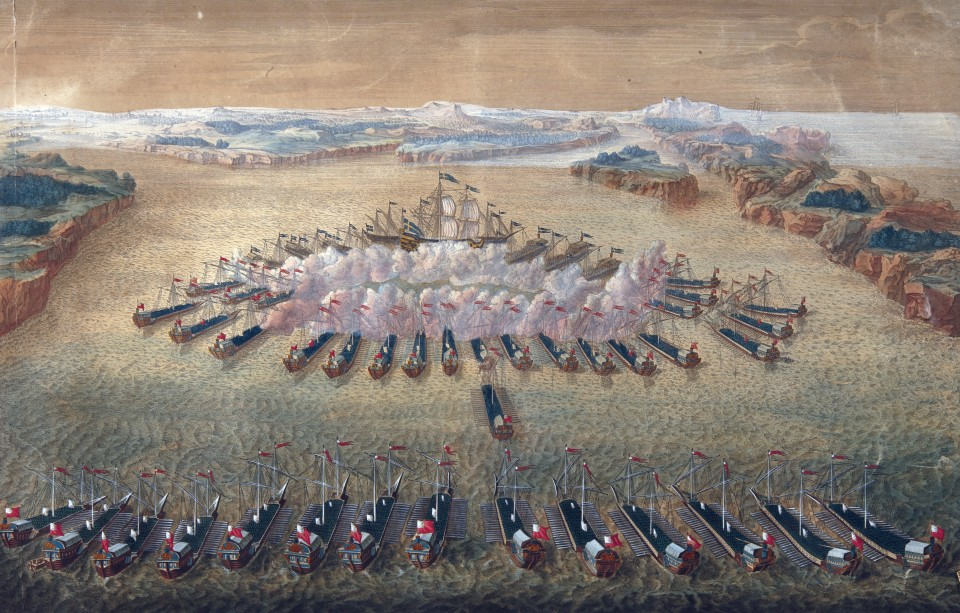
Гангутское сражение 1714 года.

Пётр Петрович Бредаль (норв. Peter Bredal; 1683, Норвегия — 1756, Российская империя) — вице-адмирал русской службы, норвежского происхождения, главный командир Ревельского и позднее Архангельского портов, создал Азовскую флотилию второго формирования.

## Биография
Пётр Бредаль родился в Веёй, область Румедай, Норвегия. Был сыном пастора, служил в датском флоте, и к 1703 году дослужился до звания второго штурмана.
В 1703 году, по рекомендации вице-адмирала К. Крюйса, принят на флотскую службу в русский гребной флот унтер-лейтенантом; в 1705 году назначен командиром одного из бомбардирских судов, и в 1706 году, за отличие в битве со шведами под Кронштадтом, произведён в лейтенанты. Вскоре после этого он стал известен Петру Великому, который всегда давал ему поручения, как отличному морскому офицеру. В 1714 году, за отличие в морском сражении при Гангуте, награждён золотой медалью. 
В 1715 году Бредаль, командуя эскадрой из четырёх фрегатов и трёх шняв, крейсировал с ней в Балтике и близ Виндавы взял три шведских капера.
В 1717 году Пётр Бредаль был командирован в Англию за кораблём «Оксфорд», а в 1720 году посетил Данциг, Копенгаген, Любек и Мемель с целью для найма морских офицеров и штурманов на Русский императорский флот, затем был отправлен в Гамбург — для покупки новых кораблей. В 1721 году посетил Испанию с известием о мире со Швецией. С 1724 года член Адмиралтейств-коллегии и начальник всех петербургских морских команд. В 1725 году назначен управляющим адмиралтейской конторой.
Разжалованный в матросы за оскорбление офицера, Бредаль был вскоре прощён и в 1728 году участвовал в ревизии Сестрорецких заводов.
В 1732 году вошёл в состав Воинской морской комиссии.
В 1733 году назначен командиром порта в Архангельске, где положил начало самому порту, адмиралтейству и другим учреждениям.
С 08.09.1735 года командирован в Воронеж для начальствования над тамошними верфями и флотом, остававшимся ещё с 1711 года и долженствовавшим содействовать осаде Азова. В 1736 году принимал участие в осаде и взятии крепости Азов, затем построил укрепления вокруг Воронежской верфи и заложил верфь в Брянске. Бредаль блестяще выполнил возложенную на него задачу и заново создал Азовскую флотилию ликвидированную по условиям Прутского мирного договора в 1711—1712 годы.
В 1740 году Бредаль был вызван в Петербург для участия в коллегии, а в 1741 году, по случаю разрыва со Швецией, вторично назначен главным командиром архангельского порта.
В 1742 году Бредаль, будучи начальником эскадры, посланной из Белого моря в Балтийское для действий против шведов, встретил на пути столь жестокие бури, что важные повреждения ветхих его судов принудили его возвратиться в город Архангельск. По этому поводу назначено было следствие; но только в 1753 году Бредаль дождался, что для исследования его дела наряжен был военный суд. И только когда в 1756 году Бредаль скончался, после 53 лет службы, состоя под следствием, суд объявил, что ещё Всемилостивейший Указ, от 15 июля 1744 года, освобождал его от всякой ответственности.